# Pointe du Tsaté
Pointe du Tsaté är en bergstopp i Schweiz.   Den ligger i distriktet Hérens och kantonen Valais, i den södra delen av landet, 90 km söder om huvudstaden Bern. Toppen på Pointe du Tsaté är 3 078 meter över havet, eller 168 meter över den omgivande terrängen. Bredden vid basen är 3,7 km.
Terrängen runt Pointe du Tsaté är huvudsakligen mycket bergig. Närmaste större samhälle är Sion, 19,7 km nordväst om Pointe du Tsaté. 
Trakten runt Pointe du Tsaté består i huvudsak av gräsmarker. Runt Pointe du Tsaté är det glesbefolkat, med 10 invånare per kvadratkilometer.